# النسخ عند الكتابة
النسخ عند الكتابة أو المشاركة الضمنية  أو التظليل ،  هي تقنية تستخدم في البرمجة للنسخ الاحتياطي لموارد النظام القابلة للتعديل، مثل صفحات الذاكرة، قطاعات التخزين، الملفات وهياكل البيانات.

## أنظر أيضا
- نوذج التصميم وزن الذبابة
- إدارة الذاكرة
- آر إي إف إس